# Gun Barrel City (Teksas)
Gun Barrel City je grad u američkoj saveznoj državi Teksas. Prema popisu stanovništva iz 2010. u njemu je živjelo 5.672 stanovnika.